# Pharologie

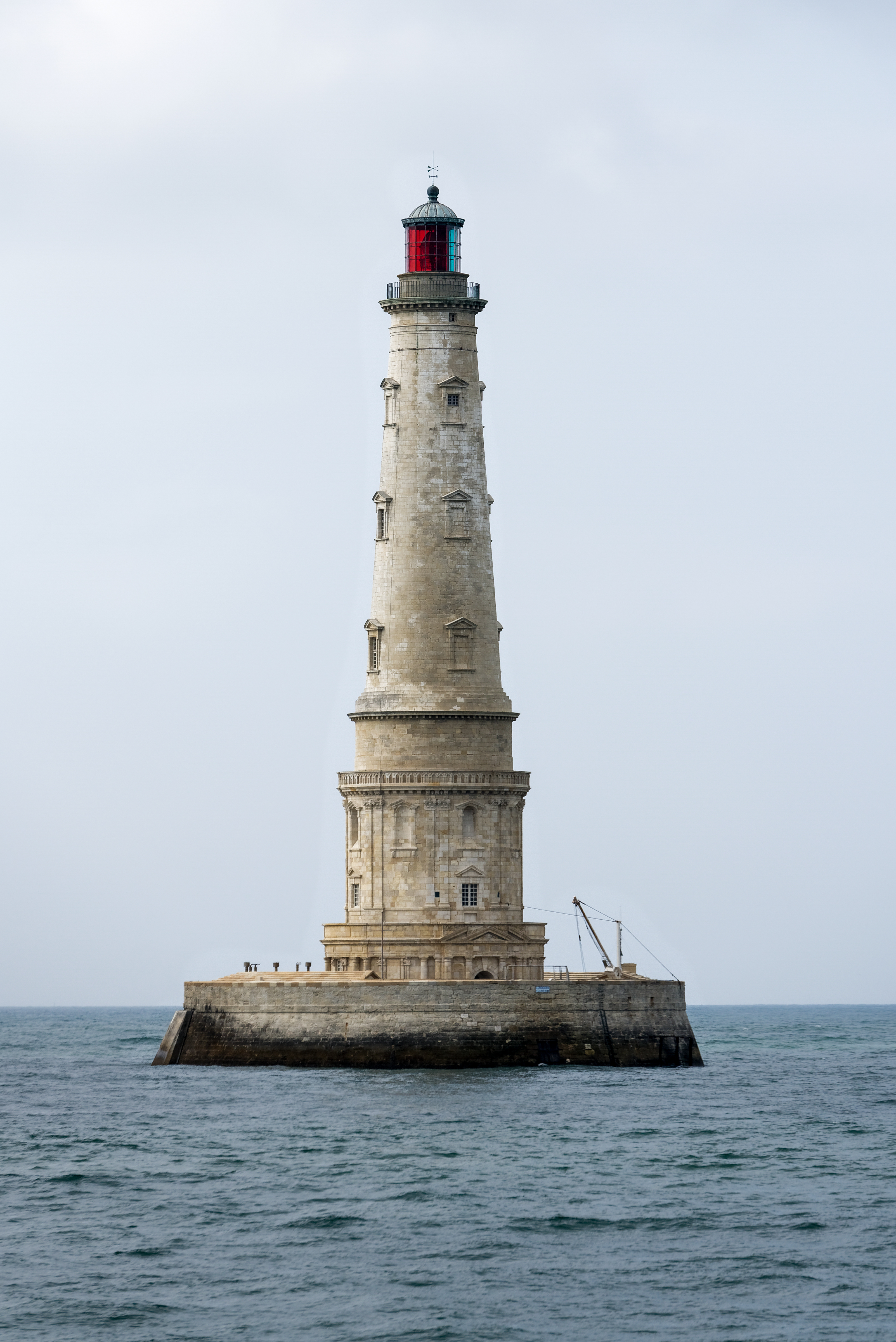
Le phare de Cordouan, surnommé « le roi des phares ».

La pharologie est le domaine de l'étude des phares et des feux maritimes. La variation pharonologie est parfois utilisée. Ceux qui les étudient ou sont passionnés par les phares sont appelés pharologues.

## Origine
Ce terme est apparu pour la première fois dans les transactions de la Royal Society of Arts de Londres en 1847 et son invention est attribuée à M. John Purdy. Une description et liste des phares du monde, écrit en 1861, fait également la même affirmation en notant que le terme est utilisé pour décrire l'étude des phares dans les années 1800.
L’utilisation de ce terme est répandue dans de nombreux articles des années 1840 sur l'étude des phares. Le terme provient du latin classique ou de son étymon grec ancien Pharos qui signifie phare, (Pharos était également le nom du célèbre phare d'Alexandrie, érigé vers 280 avant J.-C. sur l'île de Pharos) et de la racine grecque « logos » (un raisonnement ou un discours). Il a été utilisé dans The Colombian Navigator et Sailing Directory for the American Coasts and the West-Indies de John Purdy.
Le terme est rarement utilisé dans la littérature, à l'exception notable de l'œuvre de l'autrice Annie Proulx, The Shipping News, parue en 1993. : « Pharologie : Science des phares et des feux de signalisation. »
L'utilisation de pharologie a été reconnue dans The Nautical Magazine, au Volume 13 : « Ce terme est présent, depuis un certain temps […] dans nos livres de navigation. ».

## Pharologues notables
- John Purdy, inventeur du terme
- Princesse Anne, la princesse royale
- Douglas Hague[3]
- F. Ross Holland[4]
- Thomas Stevenson, père de Robert Louis Stevenson
- Kenneth Sutton-Jones
- Ken Trethewey[5]
- Peter Williams[6]